# اچ‌ام‌اس کالدونیا (۱۸۶۲)
اچ‌ام‌اس کالدونیا (۱۸۶۲) (به انگلیسی: HMS Caledonia (1862)) یک کشتی بود که طول آن ۲۵۲ فوت (۷۷ متر) بود. این کشتی در سال ۱۸۶۵ ساخته شد.